# Toba Trance vol 1 & 2
Toba Trance es un álbum doble de la banda argentina de stoner rock Los Natas, editado en forma de dos CD por la compañía finesa Elektro Records, en 2004.

## Lista de temas
Toba Trance I
1. La tierra delfín
2. Que rico
3. Die possime

Toba Trance II
1. Tomatito
2. Traición en el arrocero
3. Matogrosso
4. Humo de marihuana
5. La cepa
6. Que rico (Live)